# Beethoven 4 – Doppelt bellt besser
Beethoven 4 – Doppelt bellt besser ist eine US-amerikanische Filmkomödie aus dem Jahr 2001. Im Zentrum der Handlung steht der Bernhardiner Beethoven. Es handelt sich bei dem Film um die dritte Fortsetzung von Ein Hund namens Beethoven; er lief nicht im Kino, sondern wurde direkt auf DVD veröffentlicht.

## Handlung
Bernhardiner Beethoven lebt bei Richard Newton, der als Beruf Postkarten gestaltet, seiner Frau Beth und deren Kindern Sara und Brennan. Durch Beethovens Tollpatschigkeiten an den Rand der Verzweiflung gebracht, beschließt das Ehepaar Newton, Beethoven wegzugeben. Der erste Gang der Kinder mit Beethoven zur Hundeschule nimmt ein unverhofftes Ende, als Beethoven den Hundetrainer, der mit einem militärischen Befehlston an seine Arbeit herangeht, über den Parcours schleift.
Zeitgleich lebt bei dem reichen Ehepaar Madison und Reginald Sedgewick und deren Tochter Martha der Bernhardiner Michelangelo. Als Beethoven den Kindern im Park ausbüxt, landet er versehentlich bei Simmons, dem Diener der Familie Sedgewick, der mit Michelangelo im Park unterwegs ist; Michelangelo indessen wird von Sara und Brennan mit nach Hause genommen, die ihn für Beethoven halten. Sowohl im Haushalt Newton als in der Hundeschule erstaunt der Hund mit seiner Wohlerzogenheit, so dass der Plan, den Hund wegzugeben, aufgegeben wird. Bei den Sedgewicks indessen fällt Beethoven mit seinem Geruch, Gesabber und großem Appetit auf; als er eine öffentliche Veranstaltung der Sedgewicks sabotiert, geht Frau Sedgewick mit ihm sogar zur Psychotherapeutin. Richard vermisst die Inspiration, die Beethoven ihm sonst immer für seine Arbeit geliefert hat, und versucht sogar, dem Hund Beethovens altes Verhalten beizubringen. Vater und Tochter Sedgewick indessen genießen die Zeit, die sie mit den Streichen und dem Spiel „ihres“ Hundes verbringen.
Simmons plant unterdessen mit seinem Komplizen Nigel, Beethoven zu entführen und ein Lösegeld von 250.000 Dollar zu verlangen. Nachdem Nigel seinen Auftrag bei einem Ausflug der Sedgewicks ausführt, schaltet die Familie das FBI ein. Beethoven entkommt aus seinem Versteck, einem Warenhaus. Zeitgleich mit der Lösegeldübergabe findet die Abschlusszeremonie der Hundeschule statt, an der die Newtons mit ihrem „Beethoven“ teilnehmen. Nigel wird von Simmons verraten und vom FBI verhaftet. Doch auch dieser verrät Simmons, der mit dem Lösegeld fliehen will. Als Simmons kurz vor seiner Verhaftung allgemeine Verwirrung auslöst, tauschen die Hunde erneut die Rollen und kehren somit zu ihren ursprünglichen Familien zurück.

## Kritiken
„Die vergleichsweise dünne Geschichte wird recht unbeholfen erzählt; fast alles ist zu dick aufgetragen. Nur der sabbernde Titelheld beherrscht die Szene und sorgt dafür, dass vor allem Kinder Vergnügen haben dürften.“